# Rhododendron pubescens
Rhododendron pubescens är en ljungväxtart som beskrevs av I. B. Balf. och Forrest. Rhododendron pubescens ingår i släktet rododendron, och familjen ljungväxter. Inga underarter finns listade i Catalogue of Life.